# Telesat
Telesat, voorheen Telesat Canada, is een Canadees satellietcommunicatiebedrijf opgericht op 2 mei 1969. Het bedrijf heeft zijn hoofdkantoor in Ottawa.

## Geschiedenis
Telesat begon in 1969 als Telesat Canada, een Canadese crown corporation opgericht bij wet door het Canadese parlement. Telesat Canada lanceerde Anik A1 in 1972 als 's werelds eerste binnenlandse communicatiesatelliet in een geostationaire baan die door een commercieel bedrijf werd geëxploiteerd; deze satelliet werd in 1981 buiten gebruik gesteld. Tot februari 1979 had Telesat een wettelijk monopolie op grondstations in Canada: elke entiteit die satellietsignalen wilde verzenden of ontvangen moest een langlopend huurcontract met Telesat Canada tekenen voor een grondstation. Contracten voor dergelijke huurcontracten werden nog steeds gehandhaafd nadat het monopolie was beëindigd.
- Virtual International Authority File: 140654949